# Primaballerina assoluta
Primaballerina assoluta ist die „absolut größte Ballerina ihrer Zeit“.
Zum ersten Mal wurde der Titel Ende des 19. Jahrhunderts vom Zaren an die herausragendste Ballerina des Kaiserlichen Balletts in Sankt Petersburg vergeben. Die erste Titelträgerin war die Italienerin Pierina Legnani (1868–1930). Die zweite, und letzte durch den Zaren ernannte, war Mathilda-Maria Kschessinskaja (1872–1971). In der Sowjetunion wurde der Titel an Galina Ulanowa (1910–1998) vergeben.
1945 wurde Melinda Ottrubay (1920–2014) zur Primaballerina assoluta der Budapester Oper ernannt.
Die amerikanische Tänzerin Eva Evdokimova (1948–2009) wurde 1973 vom Berliner Senat zur Primaballerina gekürt. Zur Primaballerina assoluta wurde sie nach einem Gastauftritt mit dem Kirow-Ballett in Leningrad ernannt.
Das Royal Ballet ernannte Margot Fonteyn (1919–1991) im Jahr 1979 zur Primaballerina assoluta.